# エスタディオ・オリンピコ・ウニベルシタリオ
エスタディオ・オリンピコ・ウニベルシタリオ（スペイン語: Estadio Olímpico Universitario）は、メキシコの首都メキシコシティにある多目的スタジアム。1952年の完成当時はメキシコ最大のスタジアムであった。収容人数は63,186人。

## 概要
1950年から1960年代にかけてメキシコの大学アメリカンフットボールの試合が行われていた事がある。1968年のメキシコシティオリンピックではメイン競技場として使用され、開閉会式・サッカー・陸上競技が行われた。また、1986 FIFAワールドカップでも4試合が開催された。